# Johann David Heinrich Bracht
Johann David Heinrich Bracht (* 30. September 1751 in Mandelkow; † 4. April 1818 in Stettin) war ein deutscher Kommunaljurist. Er war von 1804 bis 1809 Oberbürgermeister von Stettin.
Bracht war der Sohn des Pastors Johann Friedrich Bracht in Mandelkow bei Stettin und seiner Ehefrau Sophia geb. Rosenow. Er studierte ab 1772 Rechtswissenschaften an der Universität Halle. 1775 wurde er Referendar bei der Regierung in Stettin.
Er wurde 1779 Ratsherr („Senator“) der Stadt Stettin und 1797 Polizeibürgermeister. Als Nachfolger von Johann Samuel Müller wurde er 1804 städtischer Landrat und Oberbürgermeister von Stettin. Er blieb im Amt bis 1809; der bisherige Bürgermeister Johann Ludwig Kirstein wurde sein Nachfolger.
Im Jahre 1811 wurde Bracht Justizkommissar und Notar beim Stettiner Stadtgericht.